# Mulegé
Mulegé là một đô thị thuộc bang Baja California Sur, México. Năm 2005, dân số của đô thị này là 52743 người.